# Marcus Ambibulus

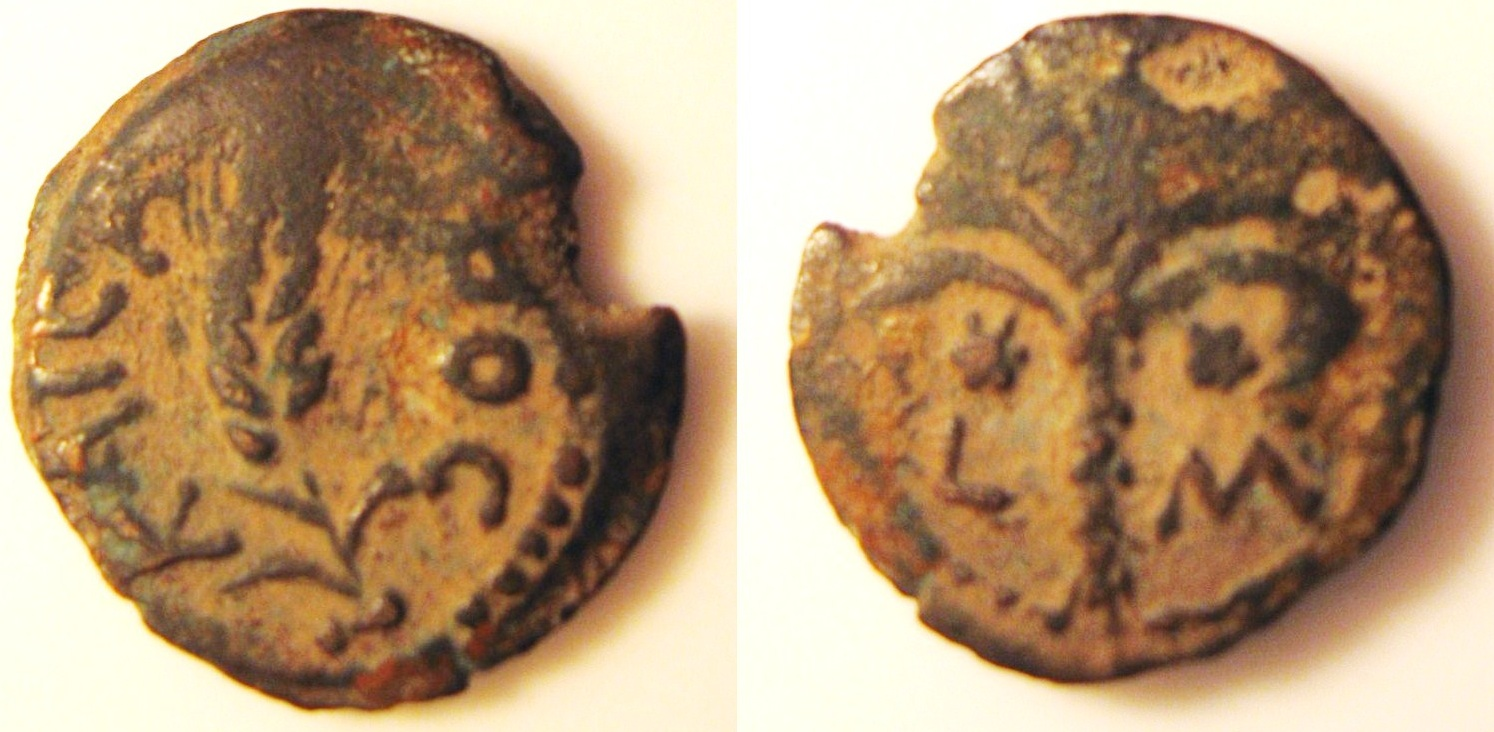
Unter Marcus Ambibulus geprägte Münze (12 n. Chr.)

Marcus Ambibulus war der zweite Präfekt Roms in Judäa. Er war für dieses Gebiet in den Jahren 9 bis 12 n. Chr. zuständig. Einzige Quelle für seine Amtszeit ist eine kurze Passage bei Flavius Josephus. Über sein Leben vor und nach der Zeit in Judäa ist nichts überliefert.
Marcus Ambibulus war der Nachfolger von Coponius, der 8 n. Chr. von Kaiser Augustus seines Amtes enthoben wurde. Ambibulus dürfte als praefectus civitatis, d. h. als Statthalter einer Region, die bis zu diesem Zeitpunkt noch nicht in die eigentliche Provinzverwaltung einbezogen worden war, Angehöriger des Ritterstandes (equester ordo) gewesen sein, dem nachweislich einer seiner Nachfolger, Pontius Pilatus angehörte. Dies entspricht der nach den Senatoren zweithöchsten Stufe der römischen Gesellschaftsordnung.
Da die römische Geschichtsschreibung Marcus Ambibulus nicht weiter erwähnt und Josephus über keinerlei Rebellionen gegen ihn während seiner Amtszeit berichtet, kann davon ausgegangen werden, dass er sein Amt entsprechend den römischen Vorstellungen ausführte.
In die Zeit von Marcus Ambibulus fiel der Tod von Salome, der Schwester Herodes’ I. Die ihr zugesprochenen Gebiete von Jamnia, Phasaelis und die Plantagen um Archelais vermachte sie Livia Drusilla, der dritten Ehefrau von Kaiser Augustus. Von Marcus Ambibulus wurde erwartet, dass er den Schutz dieser Gebiete, die später dem judäischen hinzugefügt wurden, ebenfalls übernahm, wodurch sein Verantwortungsbereich wuchs.
Marcus Ambibulus ließ wie sein Vorgänger Coponius Münzen prägen, auf denen sich allerdings – wie schon bei diesem – kein Selbstbildnis des Präfekten befand. Vermutlich geschah dies aus Respekt vor dem jüdischen Bilderverbot, das in den Zehn Geboten festgeschrieben ist. Stattdessen tragen die Münzen des Ambibulus in der Regel fruchttragende Dattelpalmen oder Ähren, was den Motiven auf Münzen von Coponius entspricht.
Der Nachfolger von Marcus Ambubulus wurde Annius Rufus.